# Kim Henkel
Kim David Henkel (19 gennaio 1946) è uno sceneggiatore, produttore cinematografico, regista e attore statunitense.

## Carriera
Nato in Virginia ma cresciuto nel Texas, ha realizzato assieme al suo amico Tobe Hooper il suo primo film Eggshells nel 1969. La notorietà la raggiunge però nel 1974 quando sempre assieme ad Hooper lavora nella celebre pellicola horror Non aprite quella porta, che diverrà il primo film di una fortunata saga, a cui lui, quasi sempre accompagnato da Tobe Hooper, ha partecipato. Ha infatti sceneggiato Non aprite quella porta - Parte 2 e diretto Non aprite quella porta IV, che tuttavia ha registrato un consenso negativo da parte del pubblico. È stato anche produttore del remake del primo film Non aprite quella porta del 2003 e del prequel del remake Non aprite quella porta - L'inizio.

## Filmografia

### Sceneggiatore
- Non aprite quella porta (The Texas Chain Saw Massacre), regia di Tobe Hooper (1974)
- Quel motel vicino alla palude (Eaten Alive), regia di Tobe Hooper (1977)
- Non aprite quella porta - Parte 2 (The Texas Chainsaw Massacre 2), regia di Tobe Hooper (1986)
- Non aprite quella porta IV (Texas Chainsaw Massacre: The Next Generation) (1994)
- Butcher Boys (Butcher Boys), regia di Duane Graves e Justin Meeks (2012)

### Regista
- Non aprite quella porta IV (Texas Chainsaw Massacre: The Next Generation) (1994)

### Attore
- Eggshells (Eggshells), regia di Tobe Hooper (1969)
- Last Night at The Alamo, regia di Eagle Pennel (1983)
- The Wild Man of the Navidad (The Wild Man of The Navidad), regia di Duane Graves e Justin Meeks (2008)

### Produttore
- Last Night at The Alamo, regia di Eagle Pennel (1983)
- Non aprite quella porta IV (Texas Chainsaw Massacre: The Next Generation) (1994)
- Non aprite quella porta, (Texas Chainsaw Massacre), regia di Marcus Nispel (2003)
- Non aprite quella porta - L'inizio (The Texas Chainsaw Massacre: The Beginning), regia di Jonathan Liebesman (2006)
- The Wild Man of the Navidad (The Wild Man of the Navidad), regia di Duane Graves e Justin Meeks (2008)
- Butcher Boys (Butcher Boys), regia di Duane Graves e Justin Meeks (2012)
- Found Footage 3D, regia di Steven DeGennaro (2016)
- Non aprite quella porta (film 2022), regia di David Blue Garcia (2022)

### Produttore esecutivo
- Non aprite quella porta 3D (Texas Chainsaw 3D), regia di John Luessenhop (2013)
- Leatherface (Leatherface), regia di Alexandre Bustillo e Julien Maury (2017)